# Понквиця
Понквиця (словен. Ponkvica) — поселення в общині Шентюр, Савинський регіон, Словенія. 
Висота над рівнем моря: 327,6 м.